# Cross-Eyed Mary
Cross-Eyed Mary es la segunda canción del álbum Aqualung, de la banda británica de rock progresivo Jethro Tull (1971). La canción habla de Cross-Eyed Mary (María la bizca), una joven acompañante sexual que va a la escuela, pero prefiere estar en compañía de hombres pervertidos que con sus compañeros. La caracteriza como una "Robin Hood" ya que pese a los hombres ricos pagan por su compañía, ella busca a los "viejos verdes" (Letching Grey, Aqualung) y los acompaña como favor.
Esta canción es complemento del tema anterior, «Aqualung», composición del mismo álbum que habla sobre un vagabundo llamado así. En este tema, el personaje de Aqualung realiza un cameo. Por esto (junto a la temática en general del disco), se le considera a Aqualung un álbum conceptual (información que fue negada por la banda) .
En el inicio del tema destaca especialmente la flauta de Ian Anderson en compañía del piano de John Evan; ambos entran en conjunto de una manera armoniosa y tétrica (simulando una composición gótica) para luego dar paso al riff de Hard Rock con una marcada presencia de la guitarra eléctrica junto al bajo eléctrico y la batería.
Iron Maiden realizó una versión de esta canción.